# Al-Muharraq (Insel)
al-Muharraq (arabisch المحرق, DMG al-Muḥarraq) ist die drittgrößte Insel von Bahrain mit 110.964 Einwohnern. Die nördlich von der Hauptinsel Bahrain gelegene 17 km² große Insel war bis 1923 Sitz des Königshauses.
Auf al-Muharraq befindet sich der Flughafen Bahrain und der US-amerikanische Luftwaffenstützpunkt Muharraq Airfield. Mit der Hauptinsel Bahrain ist al-Muharraq durch Brücken verbunden.
Die wichtigsten Orte auf der Insel sind: 
- al-Muharraq
- ad-Dair
- Arad
- Busaitin
- Hidd
- Galali
- Halat Bu Maher
- Halat Nuaim
- Halat Seltah
- Samahidsch

Neben der gut erhaltenen Altstadt von al-Muharraq können Touristen das mittelalterliche Fort Arad besichtigen. Zeugnisse der traditionellen Perlenfischerei im Süden der Insel wurden 2012 zum UNESCO-Welterbe erklärt.